# Krygkor
De Krygstuig Korporasie van Suid-Afrika of Krygkor (Engels: Armaments Corporation of South Africa of Armscor) vond zijn oorsprong in 1948 toen de Zuid-Afrikaanse regering een organisatie voor de vervaardiging van defensiemateriaal in het leven riep.
Het bedrijf heeft van alles vervaardigd van zware verkenningsvoertuigen tot pantservoertuigen, maar zijn afdeling voor lichte wapens is pas in 1977 bij het bedrijf toegevoegd ten gevolge van een reorganisatie van het apartheidsbewind. Een paar jaar later begon men de naam Krygkor te gebruiken. Vandaag is wat er rest van het bedrijf gericht op de aankoop, ombouw en doorverkoop van defensiematerieel en lichte wapens.
De maatschappij is nu in de Verenigde Staten in de staat Maryland gevestigd om de ietwat gewijzigde naam Armscorp. De toevoeging van de -p op het eind was nodig omdat er al een Filipijns bedrijf met de naam Armscor in Amerika gevestigd was.
Tijdens het bestaan van de twee nog gelijknamige bedrijven was er echter weinig overeenkomst in de producten van de beide Armscors. Het Filipijnse bedrijf concentreerde zich op de vervaardiging van sport- en zelfverdedigingswapens en bijbehorende ammunitie, terwijl het Zuid-Afrikaanse bedrijf vooral militair materieel maakte.

## Invoervervanging
Hoewel Zuid-Afrika al gedurende de Tweede Wereldoorlog wapentuig voor de geallieerden vervaardigde -waaronder pantservoertuigen, vliegtuigen en ammunitie- is de wapenproductie aan het eind van die oorlog gestaakt. De plaatselijke productie in staatsbeheer in de jaren vijftig beperkte zich tot lichte wapens en ammunitie. Het land was daarom afhankelijk van met name het Verenigd Koninkrijk voor zijn wapeninvoer.
De Verenigde Naties bestempelde het Zuid-Afrikaanse rassenbeleid een bedreiging voor de internationale veiligheid en legde een wapenembargo op. Zuid-Afrika reageerde daarop door het wapenverbod als een deel van de totale aanslag tegen het land te beschouwen. Om het embargo te ondergraven begon men stelselmatig naar vervanging van invoer en de geheime aankoop van wapens te streven.
Dit streven kwam al op gang vóór de oproep van de Verenigde Naties tot een vrijwillig verbod op wapenuitvoer naar het land in 1963. Er werden licenties voor de plaatselijke vervaardiging van militaire uitrusting verworven en het land begon een eigen wapenindustrie uit de grond te stampen. In het geheim verwierf men niet alleen wapens maar ook kennis en technologie uit het buitenland. Een Duits bedrijf dat verhinderd werd het land duikboten te leveren verkocht bijvoorbeeld dan maar de blauwdrukken aan het land.
De aankondiging van een verplicht embargo bracht de ontwikkeling in een stroomversnelling en aan het eind van de jaren tachtig was de afhankelijkheid van het buitenland op dit gebied tot de helft teruggebracht. Een grote rol daarbij speelde de controle die Krygkor over plaatselijk onderzoek, ontwikkeling en vervaardiging op dit gebied wist uit te oefenen. De organisatie bestond destijds uit een aantal bedrijven die geheel of gedeeltelijk in staatshanden waren alsmede een aantal privé-ondernemingen.